# Shin’ichirō Watanabe

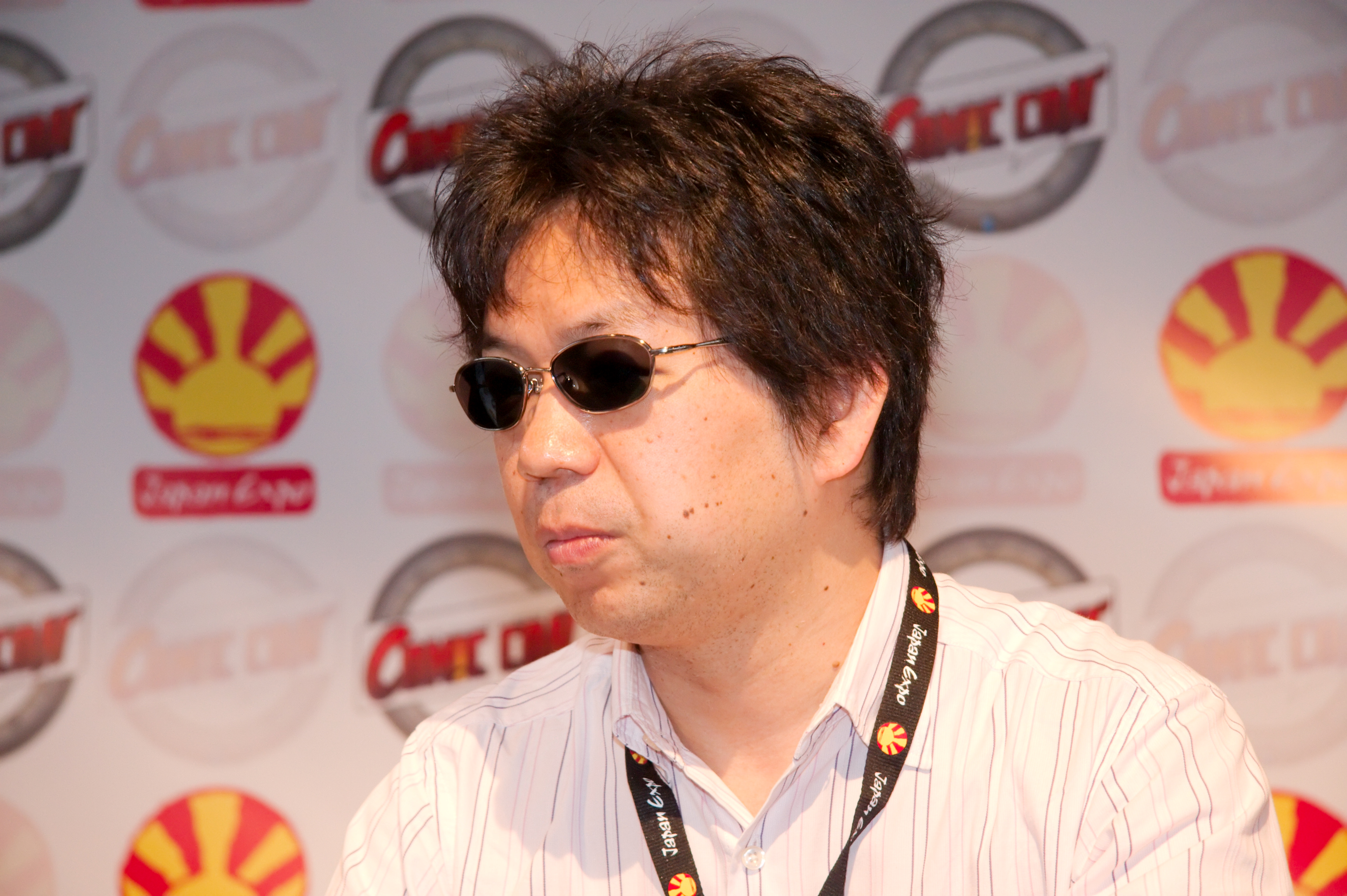
Shin’ichirō Watanabe, 2009

Shin’ichirō Watanabe (jap. 渡辺 信一郎, Watanabe Shin’ichirō; * 24. Mai 1965 in Kyōto) ist ein japanischer Regisseur von Animes und Drehbuchautor. Größere Bekanntheit erlangte er durch seine Mitarbeit an der Anime-Fernsehserie Cowboy Bebop.

## Berufliche Laufbahn
Beim Anime-Studio Sunrise arbeitete er zuerst als Regieassistent, bei dem Anime Macross Plus war er 1998 das erste Mal als Co-Regisseur beteiligt. Sein erstes Werk als Regisseur und Drehbuchautor war die Serie Cowboy Bebop.
2003 war Watanabe erstmals an der Produktion von amerikanischen Filmen beteiligt. Dies waren zwei Teile von Animatrix, einer Reihe von Kurzfilmen, die Hintergrundgeschichten zu den Matrix-Filmen erzählen.
2007 steuerte er einen Kurzfilm namens Baby Blue zum ersten Teil der Anime-Anthologie Genius Party bei.

## Besondere Merkmale und Stil

### Musik
Für Watanabe ist die Musik eines der wichtigsten Ausdrucksmittel im Film, da Musik eine Art Universalsprache für ihn darstellt. In Cowboy Bebop wurde die Musik sehr stark von der amerikanischen Kultur beeinflusst, insbesondere vom Jazz. Dieser wie auch der Blues wurden gemischt mit moderner Musik wie Funk. Ähnlich wird in der Anime-Serie Samurai Champloo, die in der Edo-Zeit spielt, mit musikalischen Elementen aus dem Hip-Hop gespielt.

### Genre
Watanabe mischt in seinen Werken häufig Elemente aus verschiedenen Genre, Kulturen und Zeiten. So enthält Cowboy Bebop Elemente aus Wild-West-Filmen, dem New Yorker Film noir der 1940er und 1950er Jahre und aus asiatischen Action-Filmen. Dennoch ist es eine Science-Fiction-Serie.
In Samurai Champloo trifft die Edo-Zeit Japans des 18. Jahrhunderts auf modernen Hip-Hop. Auch die Kultur der Ryūkyū-Inseln wird einbezogen.

## Werke

### Als Regisseur (Auswahl)
- Macross Plus (1994), Ko-Regie
- Cowboy Bebop (1998)
- Cowboy Bebop: Knockin’ on Heaven’s Door (Cowboy Bebop: Tengoku no Tobira) (2001)
- Kid’s Story und A Detective Story als Teil von Animatrix (2003)
- Samurai Champloo (2004)
- Baby Blue als Teil von Genius Party (2007)
- Sakamichi no Apollon (2012)
- Space Dandy (2014)
- Terror in Tokio (2014)
- Blade Runner Black Out 2022 (2017)
- Carole und Tuesday (2019)
- Lazarus (2025)

### Als Musik-Produzent
- Mind Game (マインド ゲーム, Maindo Gēmu) (2004)
- Michiko & Hatchin (2008)